# Юго-Восточная (станция метро, Москва)
«Ю́го-Восто́чная» — станция Московского метрополитена на Некрасовской линии. Расположена в районе Выхино-Жулебино (ЮВАО). Открытие состоялось 27 марта 2020 года в составе участка «Лефортово» — «Косино». Колонная двухпролётная станция мелкого заложения с двумя береговыми платформами.
Самая восточная станция метро в пределах МКАД.

## Название
9 декабря 2013 года на заседании Городской межведомственной комиссии по наименованию территориальных единиц, улиц, станций метрополитена, организаций и других объектов города Москвы было принято решение о присвоении проектируемой станции метро наименования «Ферганская улица», а также о подготовке соответствующего проекта постановления правительства Москвы. 10 июня 2014 года, после многочисленных просьб местных жителей, станция была переименована в «Юго-Восточную». Было также предложено вновь переименовать станцию в «Балакиревскую» по расположенной поблизости площади Композитора Балакирева и Детской школе искусств его имени. 5 сентября вопрос названия станции был вынесен на голосование на портале «Активный гражданин». 23 октября 2018 года голосование закончилось. Большинство участников опроса на сайте «Активного гражданина» не поддержали переименование станции «Юго-Восточная».

## Строительство
Строительство Некрасовской линии метрополитена должно было начаться в 2012 году.
Строительством управляет инжиниринговый холдинг «Мосинжпроект» — оператор программы развития московского метро.
- В конце января 2013 года была огорожена часть территории станции, расчищена парковка возле супермаркета «Седьмой континент» (ныне — «Eurospar»). В апреле 2013 года появилась табличка Метростроя о сдаче станции к концу 2014 года. Но сразу же после начала строительства станции все работы были свёрнуты.
- В январе 2014 года — была вновь огорожена часть стройплощадки станции, но строительство станции не было начато. В ноябре 2014 года забор стройплощадки станции был укрыт вторым слоем из зелёной пластиковой сетки и сверху на забор повесили гирлянду из красных[уточнить] лампочек, началась перекладка инженерных коммуникаций. В январе 2015 года было раскрыто несколько котлованов под вынос коммуникаций из пятна застройки. Завершение работ по выносу инженерных коммуникаций из зоны строительства станции «Юго-Восточная» планировалось на август 2015 года.
- С 28 января 2017 — перекрыт участок Ферганской улицы в районе стройплощадки станции[13].
- 25 января 2018 года — завершена проходка первого двухпутного тоннеля на Некрасовской линии. ТПМК «Лилия» преодолел путь в 1164 метра от станции «Косино» до «Юго-Восточной». После завершения мониторинга состояния систем щита он продолжит проходку в сторону станции «Окская»[14].
- 20 марта 2018 года — произошёл провал земли (тротуар и часть Ферганской улицы, глубина 4 м, длина 10 м, ширина 6 м)[15].
- 12 июля 2018 года — началась проходка двухпутного тоннеля от «Юго-Восточной» до «Окской»[16].
- К концу ноября 2018 года основные конструкции станции готовы на 65 %, ведется устройство тоннельной вентиляции и другие работы[17].
- 15 января 2019 года — произошел провал грунта в районе дома 2 по Ферганской улице. На сутки полностью перекрывалось движение на участке от ул. Академика Скрябина до Сурского проезда[18].
  - 19 января 2019 года движение на том же участке вновь перекрывалось из-за нового проседания грунта[19].
- 19 июня 2019 года — началось строительство выхода со станции к скверу на Ташкентской улице[20].
- 19 декабря 2019 года — пройдена проверка станции и прилегающих тоннелей на габарит[21].
- 2 января 2020 года — технический пуск участка от станции «Косино» до станции «Лефортово»[22].
- 27 марта 2020 года — открыта для пассажиров.

## Расположение и вестибюли
Станция расположена в районе Выхино-Жулебино, на пересечении Ферганской и Ташкентской улиц, вблизи площади Композитора Балакирева и кинотеатра «Волгоград». Планируется организация транспортно-пересадочного узла «Юго-Восточная». Станция имеет один вестибюль.

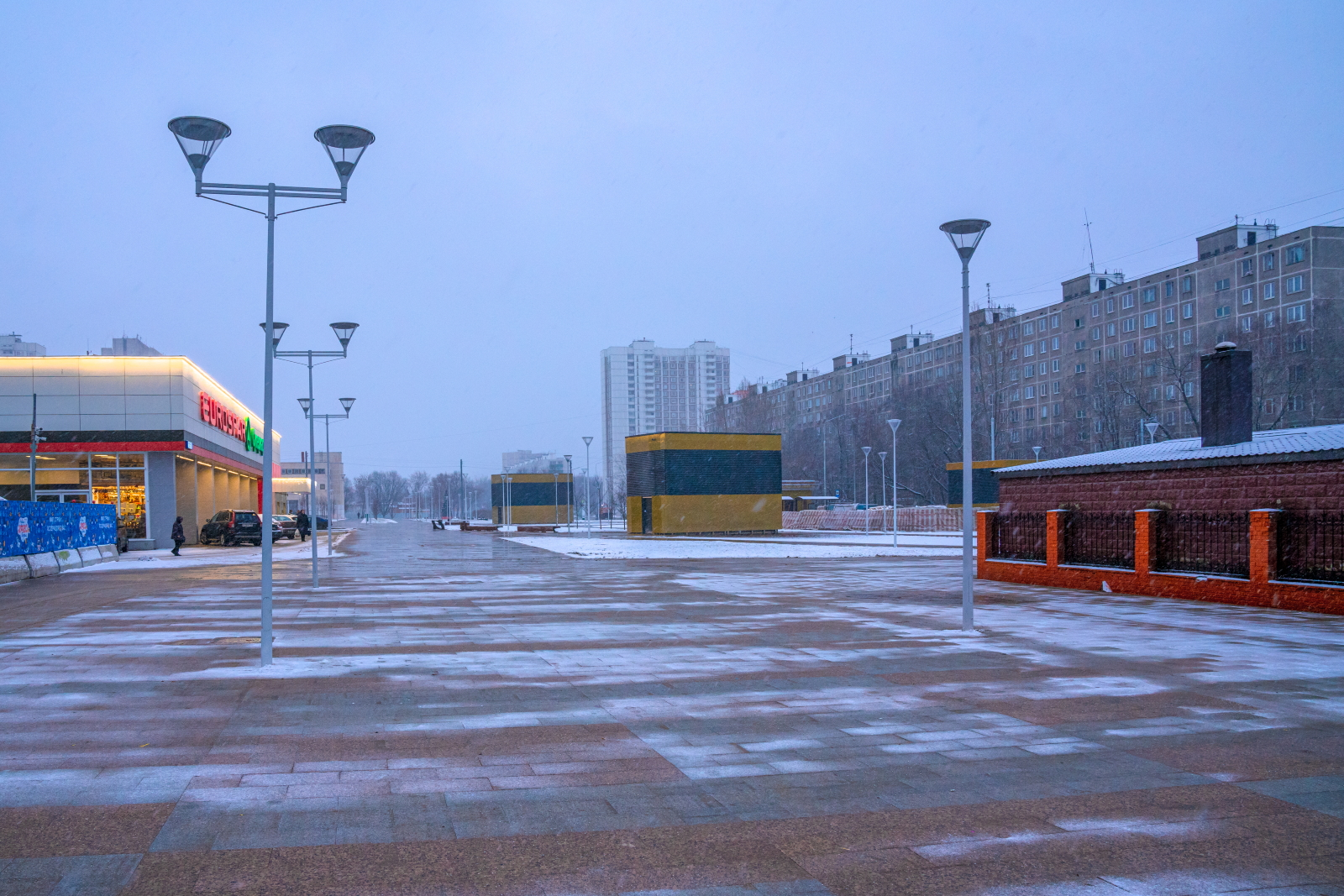
Площадь над станцией и вентшахты
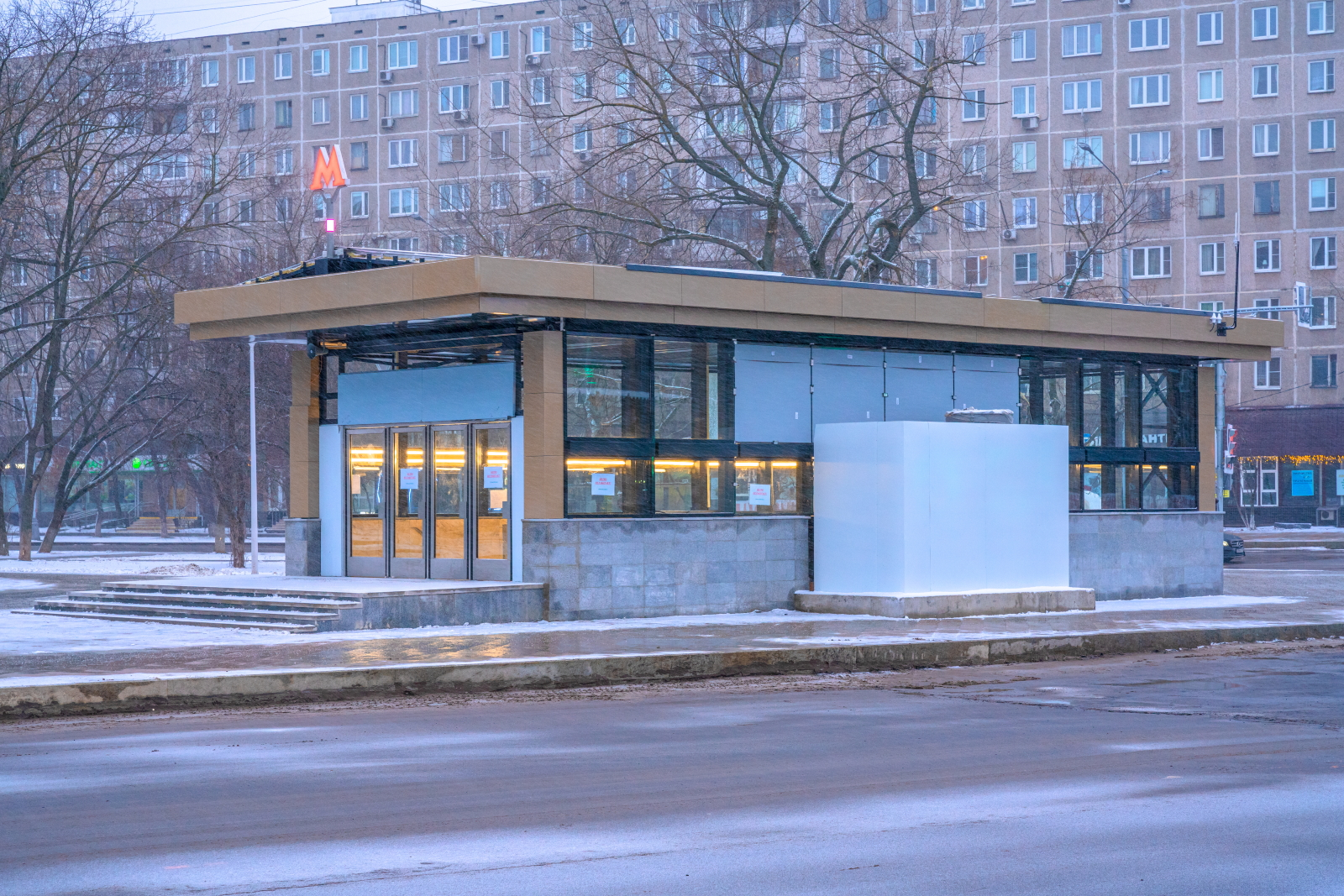
Наземный входной вестибюль
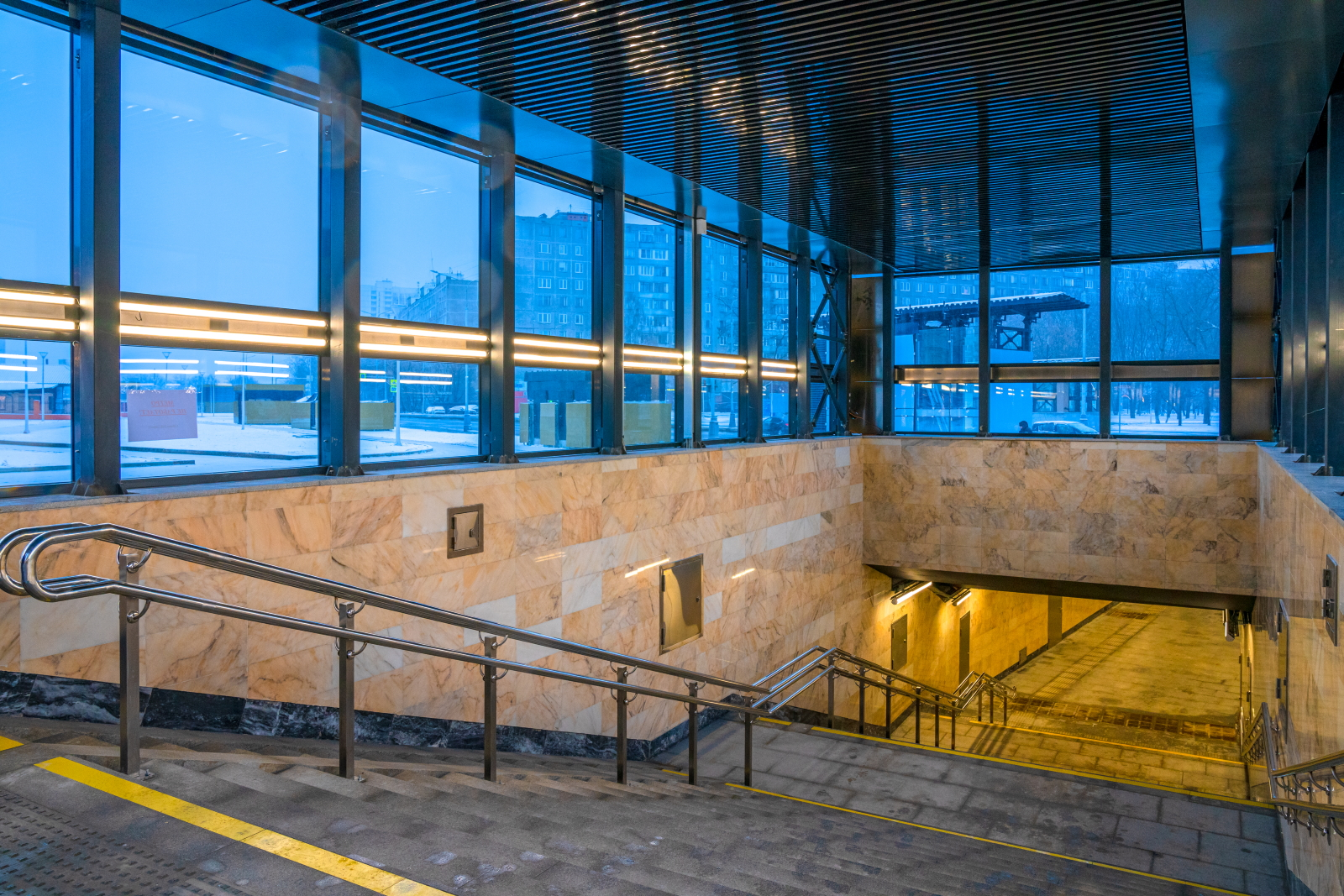
Лестница наземного вестибюля

## Архитектура и оформление
Колонная двухпролётная станция мелкого заложения с двумя береговыми платформами.
Оформление содержит отсылки к исторической архитектуре юго-восточного региона, в соответствии с топонимическими названиями близлежащих улиц. Основные цвета в отделке станции — бежевый, жёлтый, чёрный и серый, главная особенность — светоотражающие плафоны-купола. Пол станции покрыт коричневым гранитом, потолок — декоративной чёрной штукатуркой. Стены отделаны травертином, полированным или шлифованным известняком.

Проход на станцию
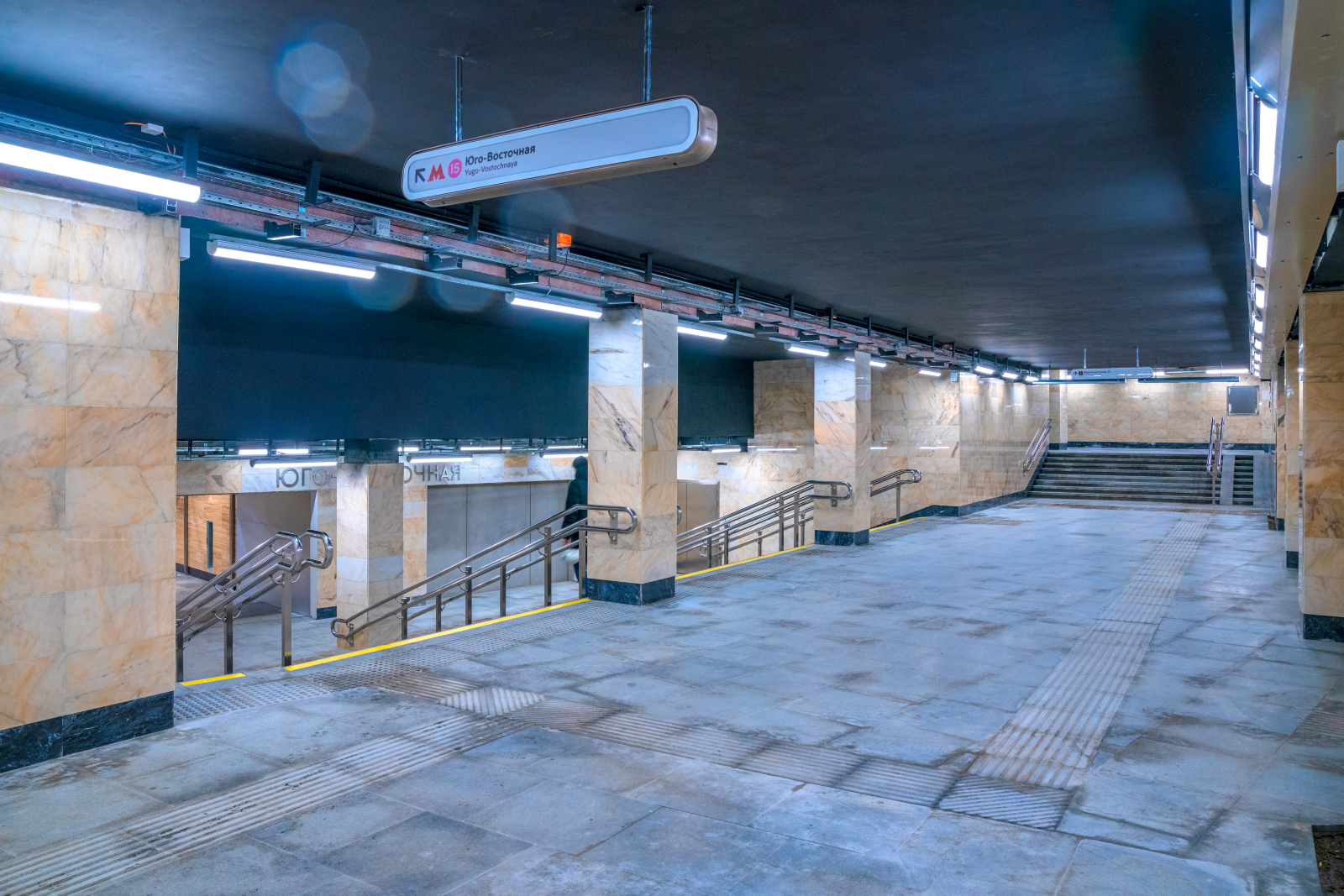
Подземный вестибюль
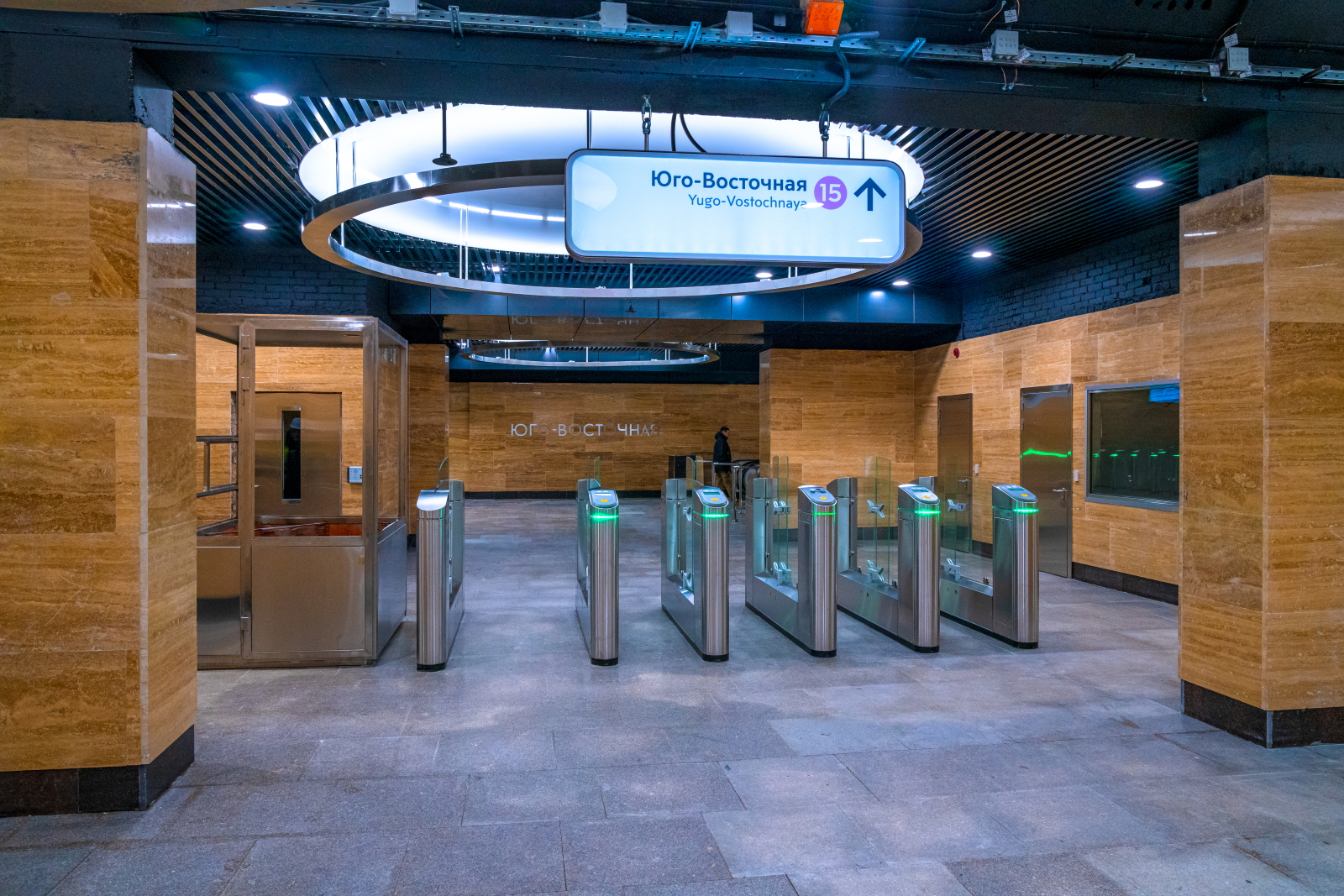
Турникеты
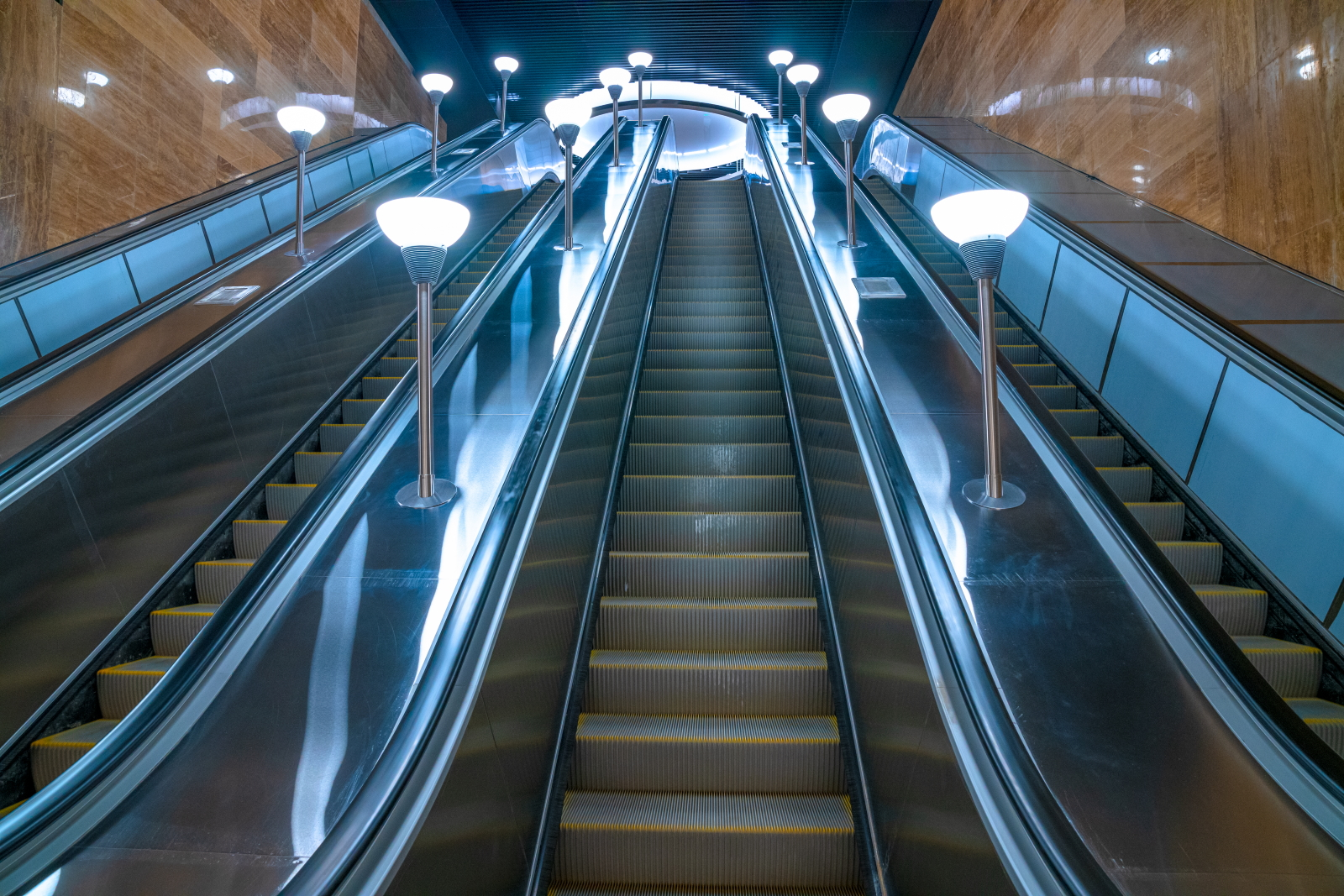
Эскалаторы

Зал станции
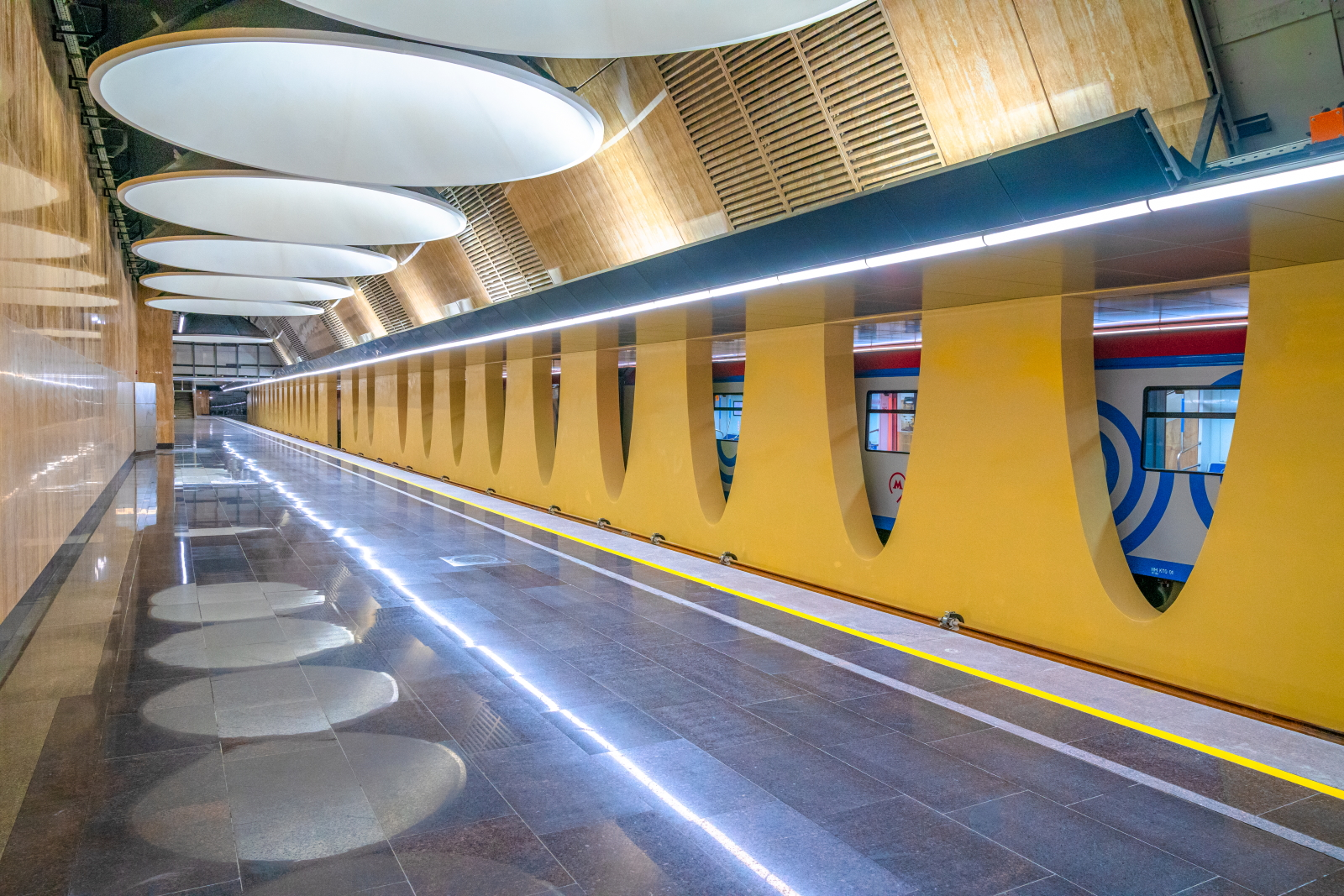
Станция в январе 2020 года
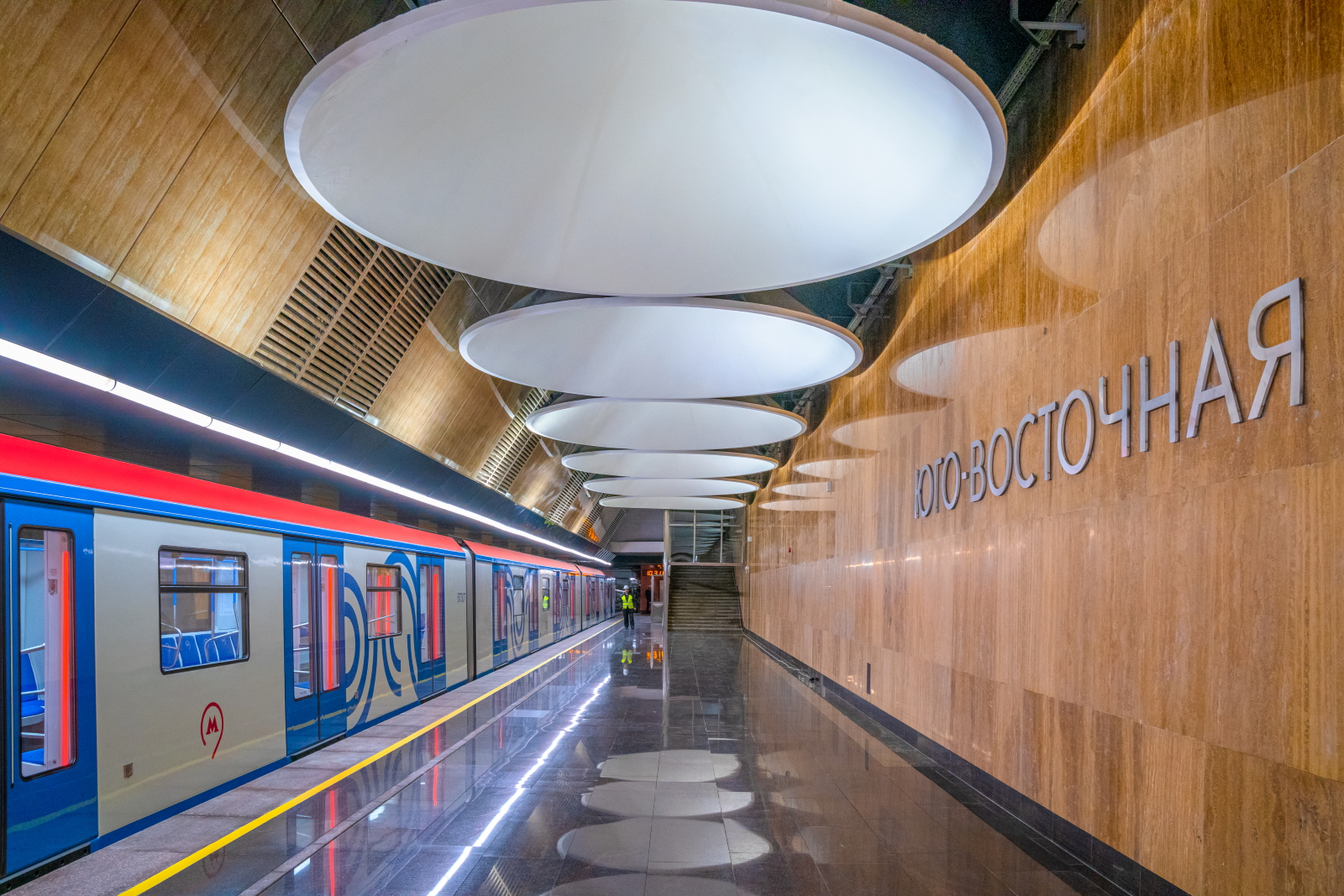
Платформа и название станции на стене
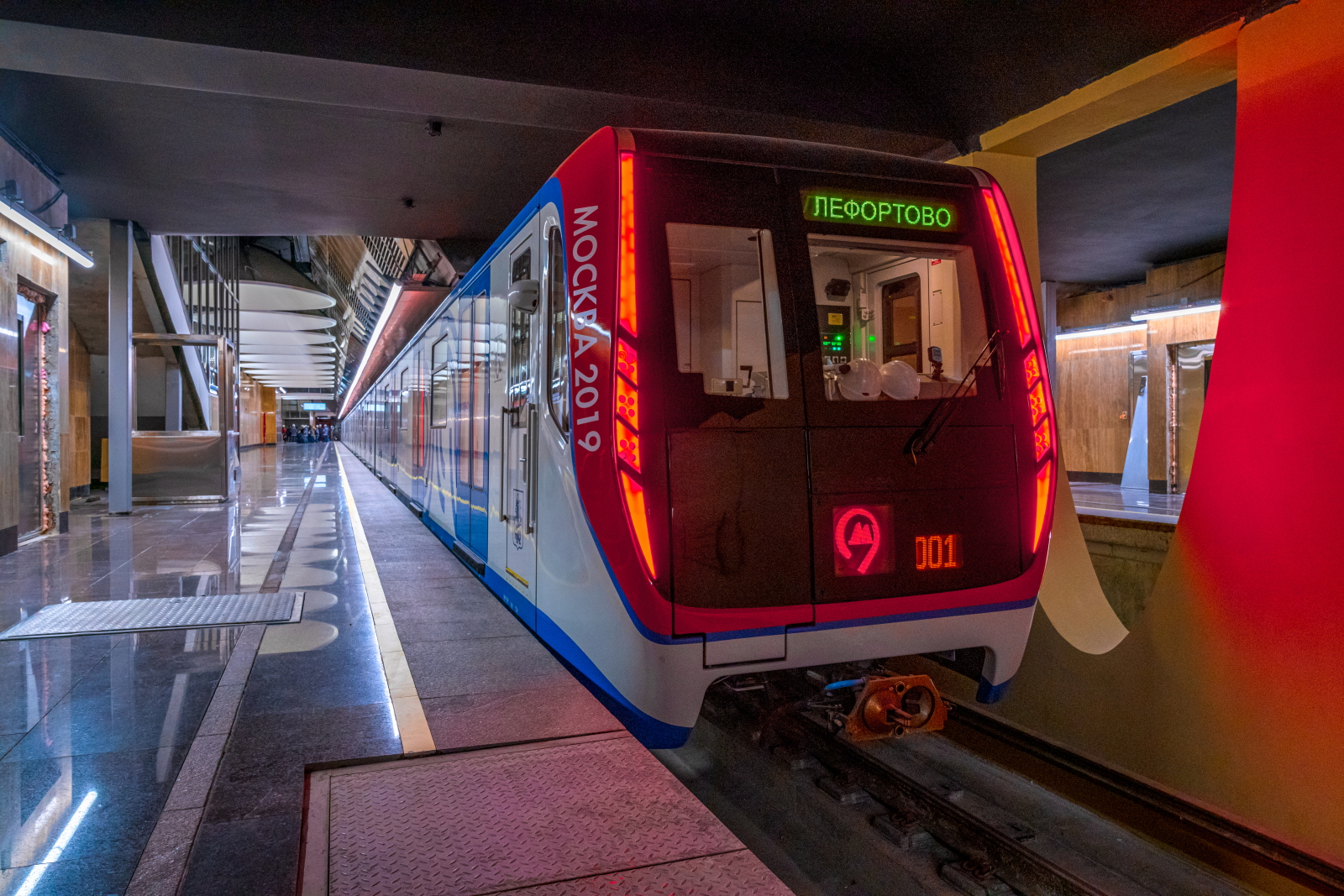
Электропоезд 81-765/766/767 «Москва» на станции
Общий вид платформы
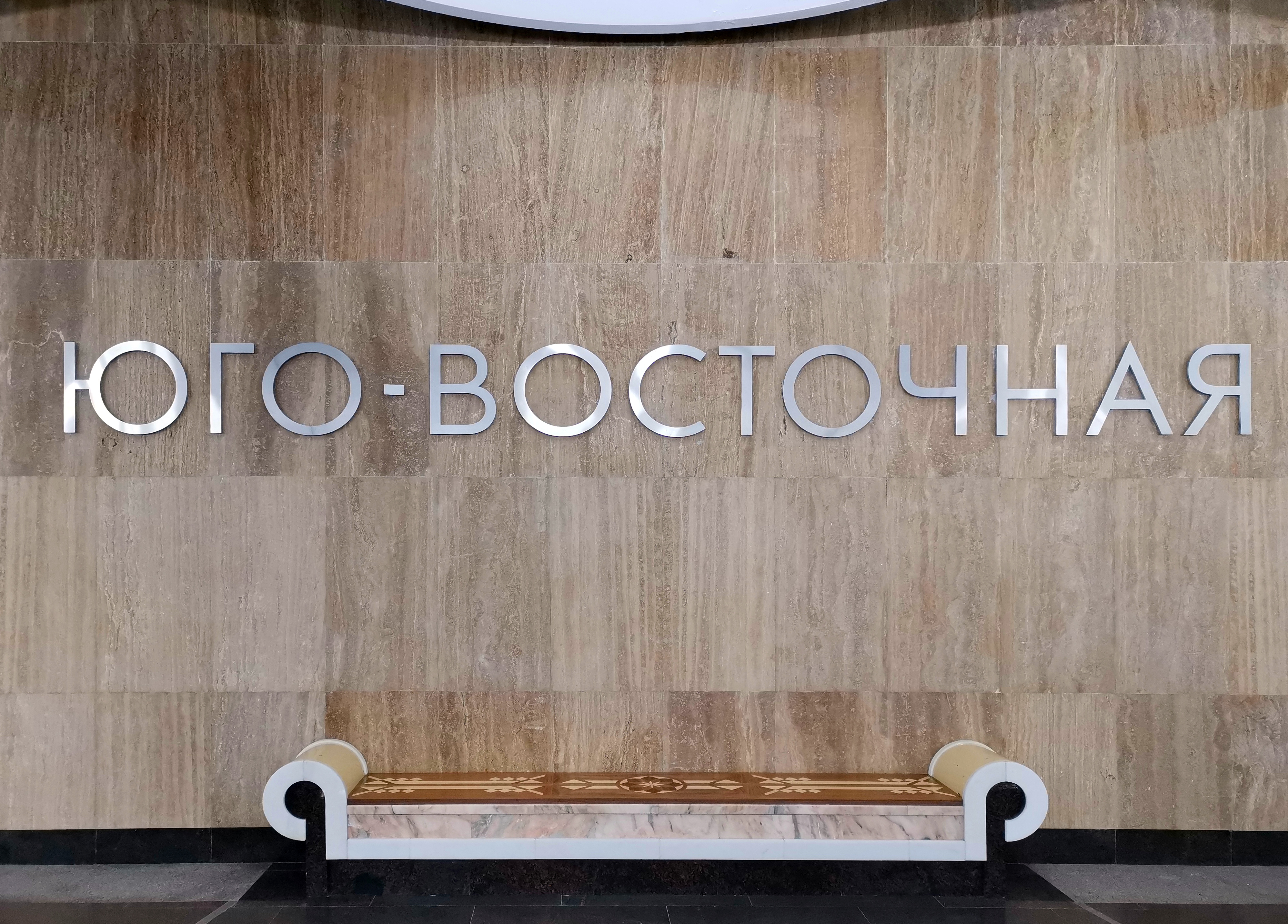
Скамья и логотип станции
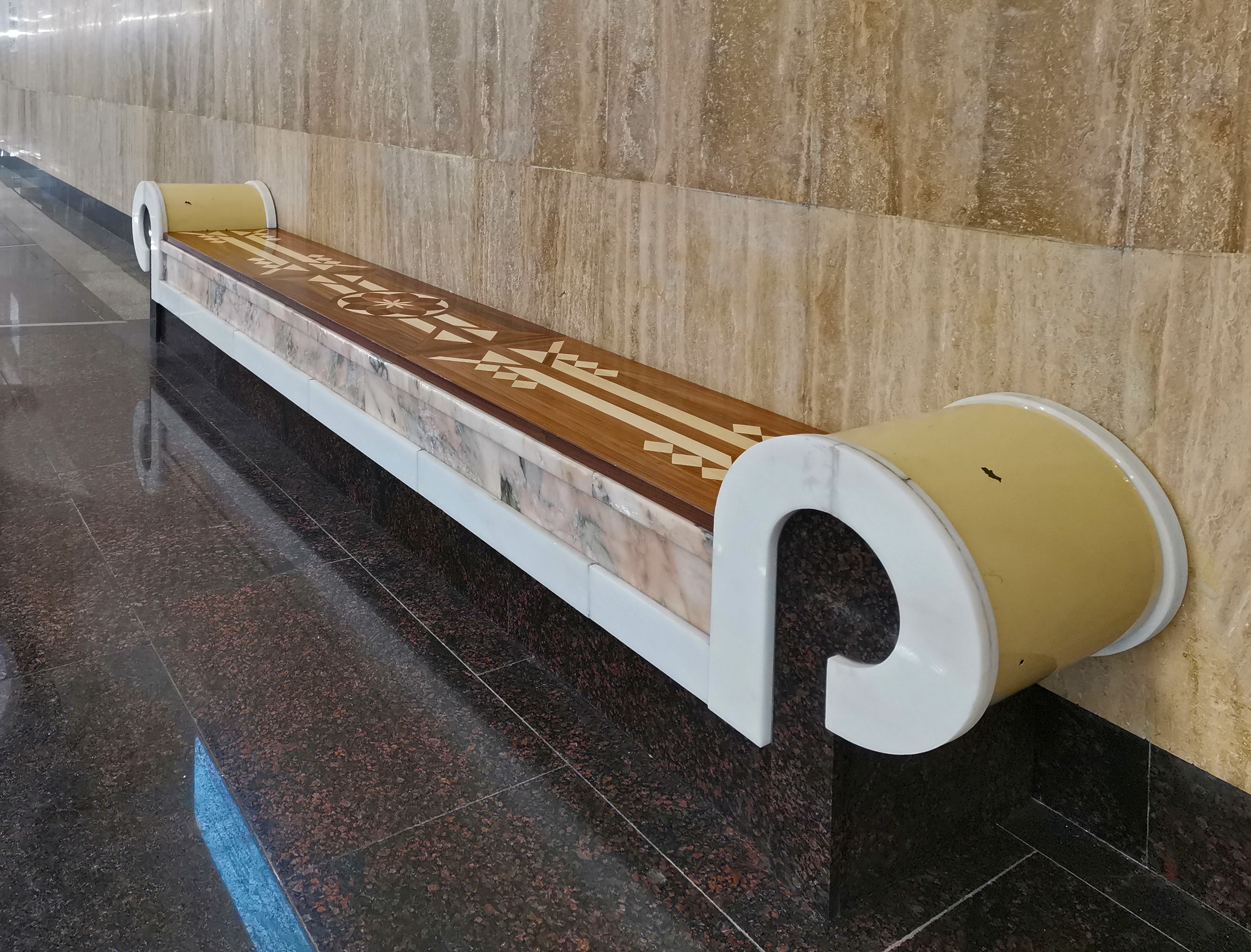
Оформление скамьи на станции
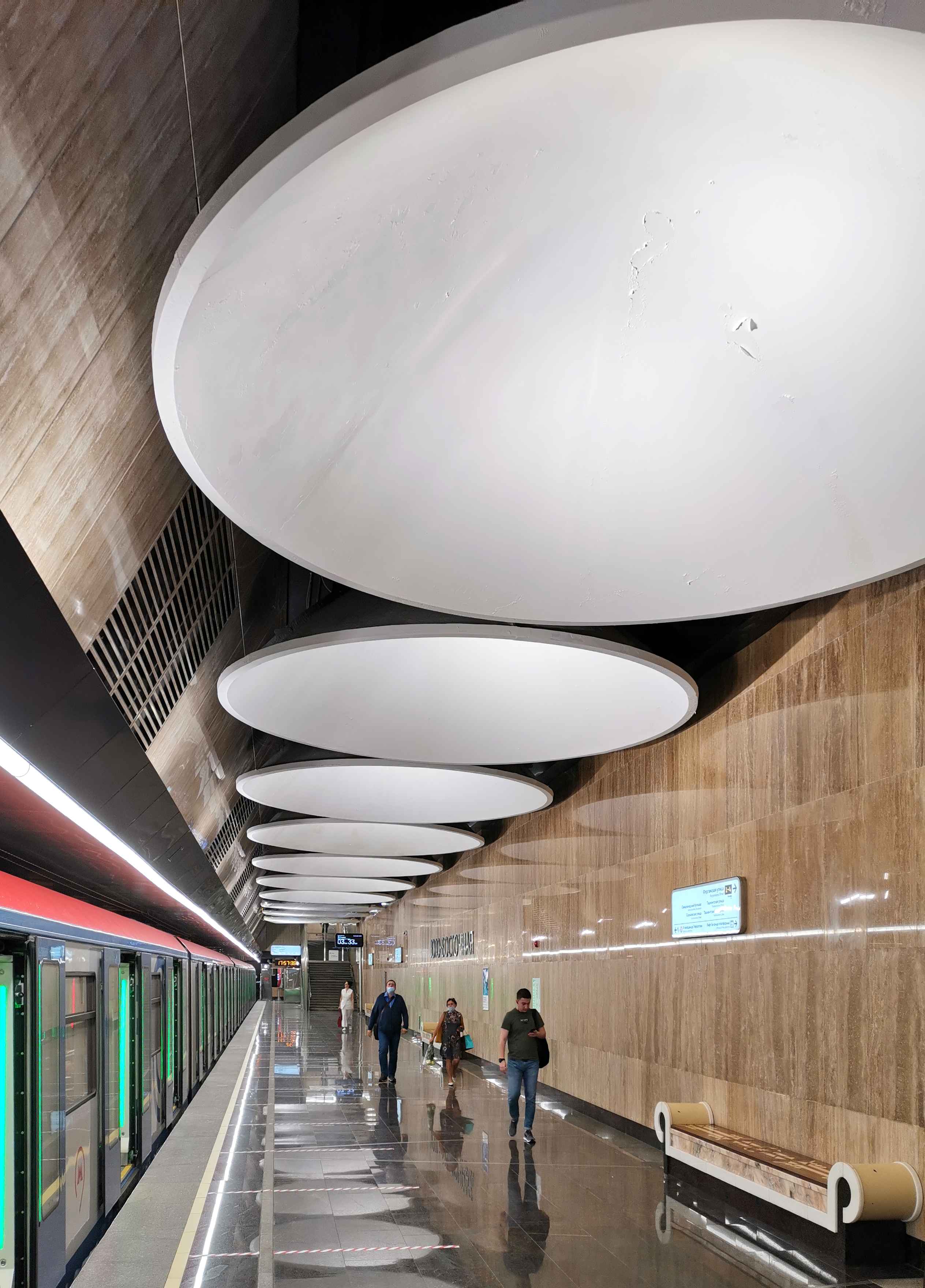
Световые элементы
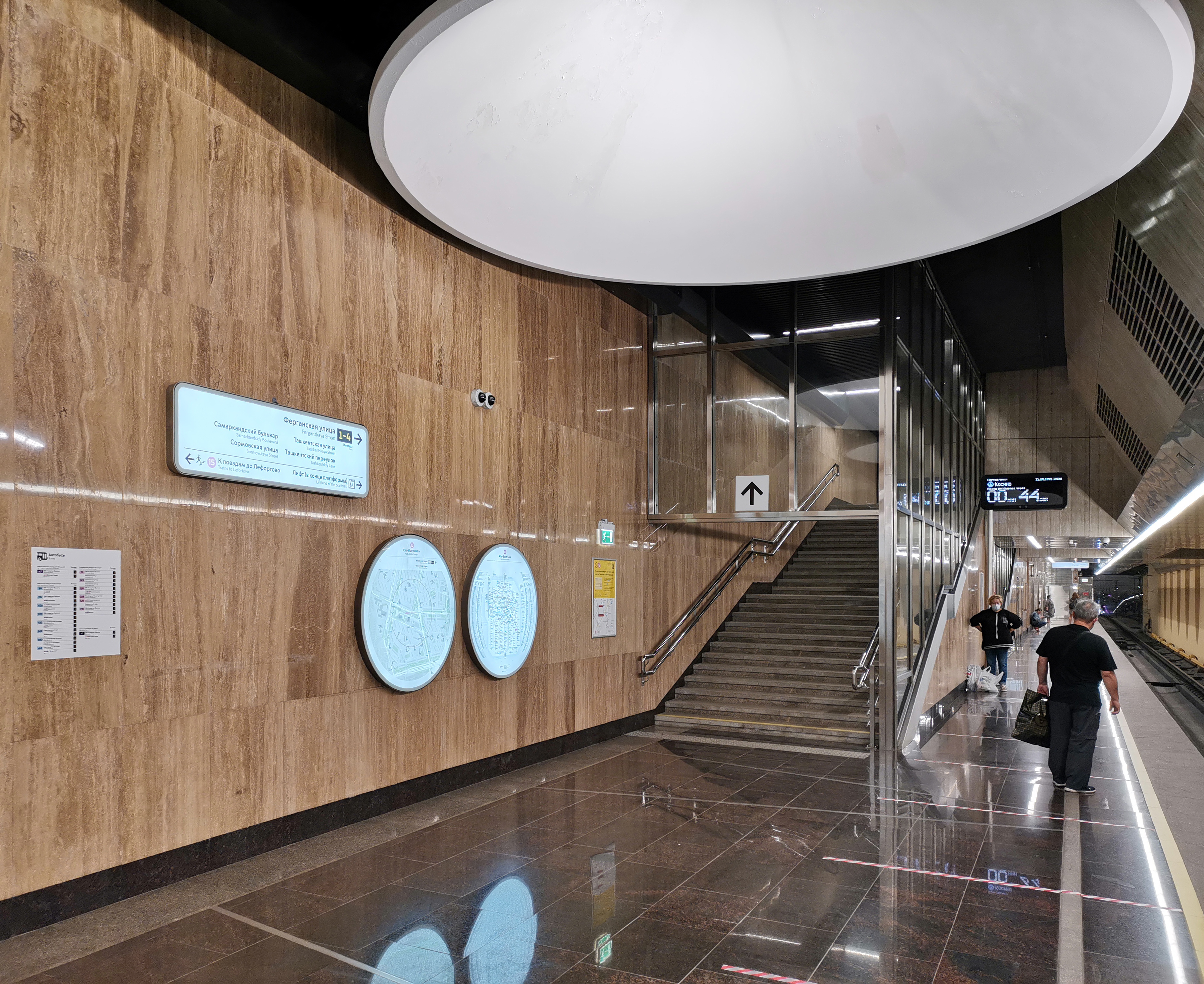
Лестница и навигационные табло

## Наземный общественный транспорт
На этой станции можно пересесть на следующие маршруты городского пассажирского транспорта:
- Автобусы: м78, е70, 51, 115, 208, 209, 429, 580, 731, 796, с799, т63, н7